# 荃灣路
荃灣路（英語：Tsuen Wan Road），舊稱荃灣支路，是香港的一條快速公路，亦為5號幹線的末段，全長4公里。荃灣路位於新界葵涌醉酒灣及荃灣海濱的填海地上，連接葵涌道及屯門公路。荃灣路為2至4線雙程分隔道路，全段均屬於快速公路及5號幹線，限速70公里每小時。荃灣路是為疏導葵涌、青衣及葵青貨櫃碼頭一帶的交通、滿足荃灣人口增加所帶來的需求及工業界的需求而興建的道路，而其亦是荃灣新市鎮全面建設中的一個重要環節，並令進入荃灣鄉郊、屯門和大欖隧道的車輛可無需取道青山公路。荃灣路分為兩期興建，兩期以德士古道為分界，其中第二期更牽涉填海工程。荃灣路至今仍是香港重要道路網的一部分，承載新界西北與九龍及香港島之間途經荃灣地區的龐大長途交通流量，並同時作為荃灣區的集散公路。荃灣路曾因預期交通流量增加而有擴建計劃，惟後來因預期交通流量變為減少而推遲考慮擴建。

## 歷史
荃灣路，在通車初期稱為“荃灣支路”，是為疏導葵涌、青衣及貨櫃碼頭一帶的交通、滿足荃灣人口增加所帶來的需求及工業界的需求而興建的道路，而其亦是荃灣新市鎮全面建設中的一個重要環節。荃灣路分兩期興建，以德士古道為界。荃灣路一期耗時兩年半、耗資1.04億港元，由拓展署工程組設計，由寶嘉公司（Dragages）承建，於1981年6月16日由時任立法局非官守議員田元灝主持啓用，並於同月17日上午11時通車，同年9月18日獲港英政府刊憲命名。荃灣路二期工程在荃灣路一期落成後隨即展開，耗資3億港元興建（計及填海相關費用則為4億港元），由史葛惠柳新高柏力顧問工程師（Scott & Wilson, Kirkpatrick & Partners, Consulting Engineers）設計，由保華建築承建，於1985年11月1日由時任行政局首席非官守議員鍾士元爵士主持啓用，並於同月2日上午10時半通車，荃灣路二期也因此成為香港在1985年啓用的第四條主要道路，惟荃灣路二期延至1986年8月15日才獲港英政府刊憲命名。

## 規格及走綫

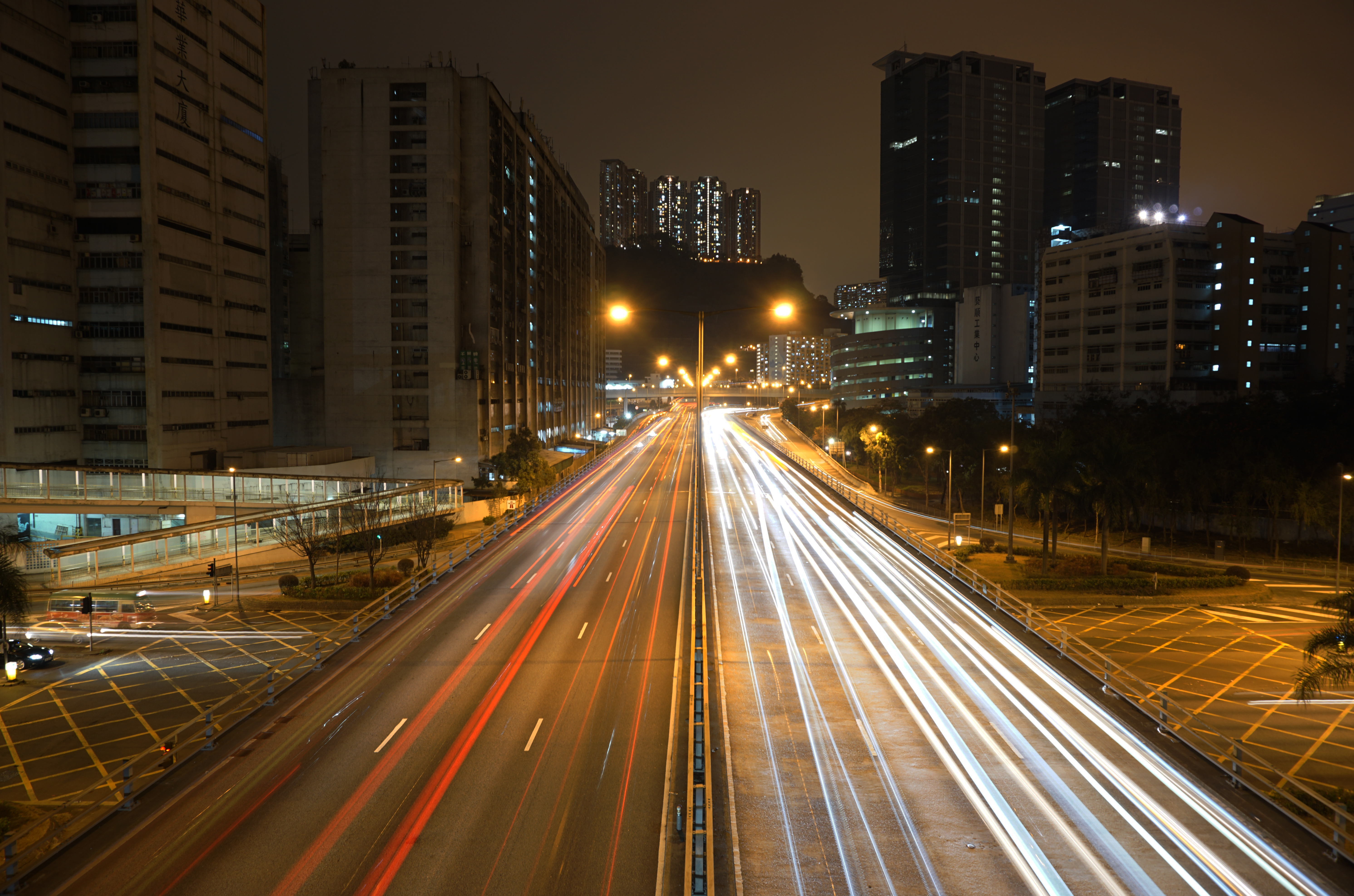
荃灣路跨葵青交匯處天橋段

荃灣路全長4公里，連接葵涌道及屯門公路，總體走綫為西北——東南方向，全段均屬於快速公路，限速70公里每小時。荃灣路由南向北漸漸收窄，大部分路段設有6條雙向分隔行車線，與葵涌道並行的一段設有8條雙向分隔行車線，而近屯門公路的一段則設有4條雙向分隔行車線。荃灣路二期以興建當時的最新設計水準興建，路面鋪上高度改良的防滑層，並設緊急電話、路燈及消防設施。荃灣路近荃灣公園一段過往是海旁高架道路，其橋墩當時位於海上，後來因為1990年代荃灣沿岸的填海工程，該段道路現在變成內陸高架道路。
荃灣路一期在南端（荔景站對開）自屬於5號幹線的一段葵涌道向東北方分出，接續5號幹線，並先與不屬於5號幹線的一段葵涌道於地面並行，其後稍微向西北折，經過一段越過貨櫃碼頭南路、貨櫃碼頭路與葵青交匯處的天橋及在其西方的葵涌公園，並越過葵喜街及被永基路天橋越過，到達德士古道和荃青交匯處後接合二期，並以天橋的形式越過青荃路天橋。荃灣路二期繼續向西北走，越過永順街、荃灣公園及大河道，並經過在其西方的荃灣西站，最後向西折往屯門公路，並隨5號幹線的終止而終止。

### 出口
荃灣路設有三個分層道路交匯處，分別為葵青交匯處、荃青交匯處及海興路迴旋處。
| 荃灣路                                                            | 荃灣路                    | 荃灣路                                                                  |
| 西行                                                              | 出口編號                  | 東行                                                                    |
| 連接屯門公路，5號幹線起點                                         | 連接屯門公路，5號幹線起點 | 連接屯門公路，5號幹線起點                                               |
| 荃灣路終點                                                        |                           | 荃灣路起點                                                              |
| ----------------------------------------------------------------- | ------------------------- | ----------------------------------------------------------------------- |
| 荃灣（西） 海興路、大涌道                                         | 12                        | 荃灣（中）、沙田 海興路、大涌道                                         |
| 荃灣（東）、沙田、石崗 德士古道                                   | 11A                       | 不適用                                                                  |
| 機場快綫站、青衣、大嶼山、荃灣（南） 荃青交匯處、青荃路、德士古道 | 11                        | 荃灣（東）、沙田、青衣、機場快綫站、大嶼山 荃青交匯處、青荃路、德士古道 |
| 青衣（南） 興芳路、葵青路                                         | 10                        | 葵涌、青衣 葵喜街、興芳路、葵青路                                       |
| 不適用                                                            | 9D                        | 尖沙咀、香港（西）、大嶼山 青葵公路                                     |
| 荃灣路起點                                                        |                           | 荃灣路終點                                                              |
| 連接葵涌道                                                        |                           |                                                                         |

## 現況

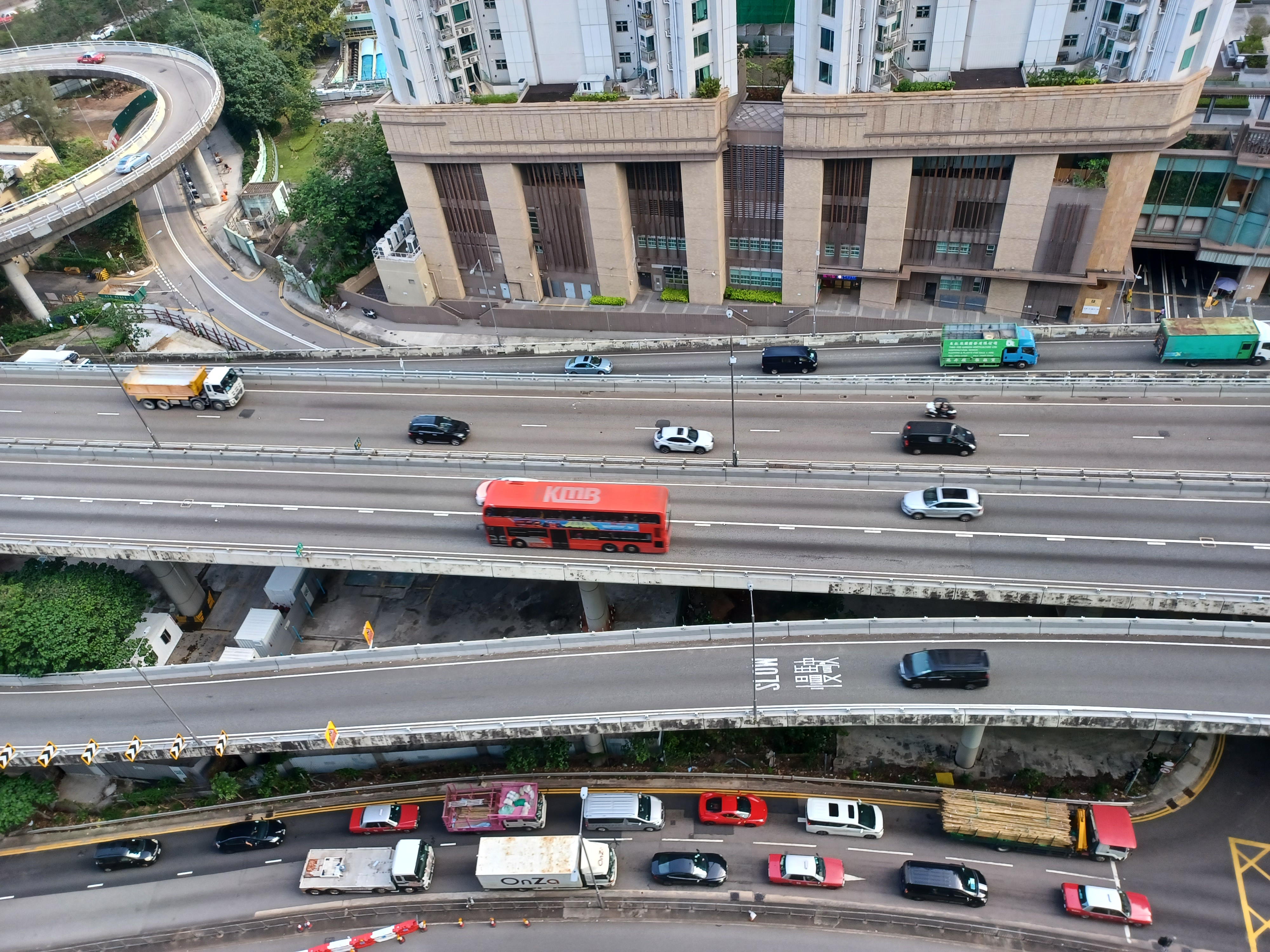
由荃灣工業中心俯瞰荃灣路

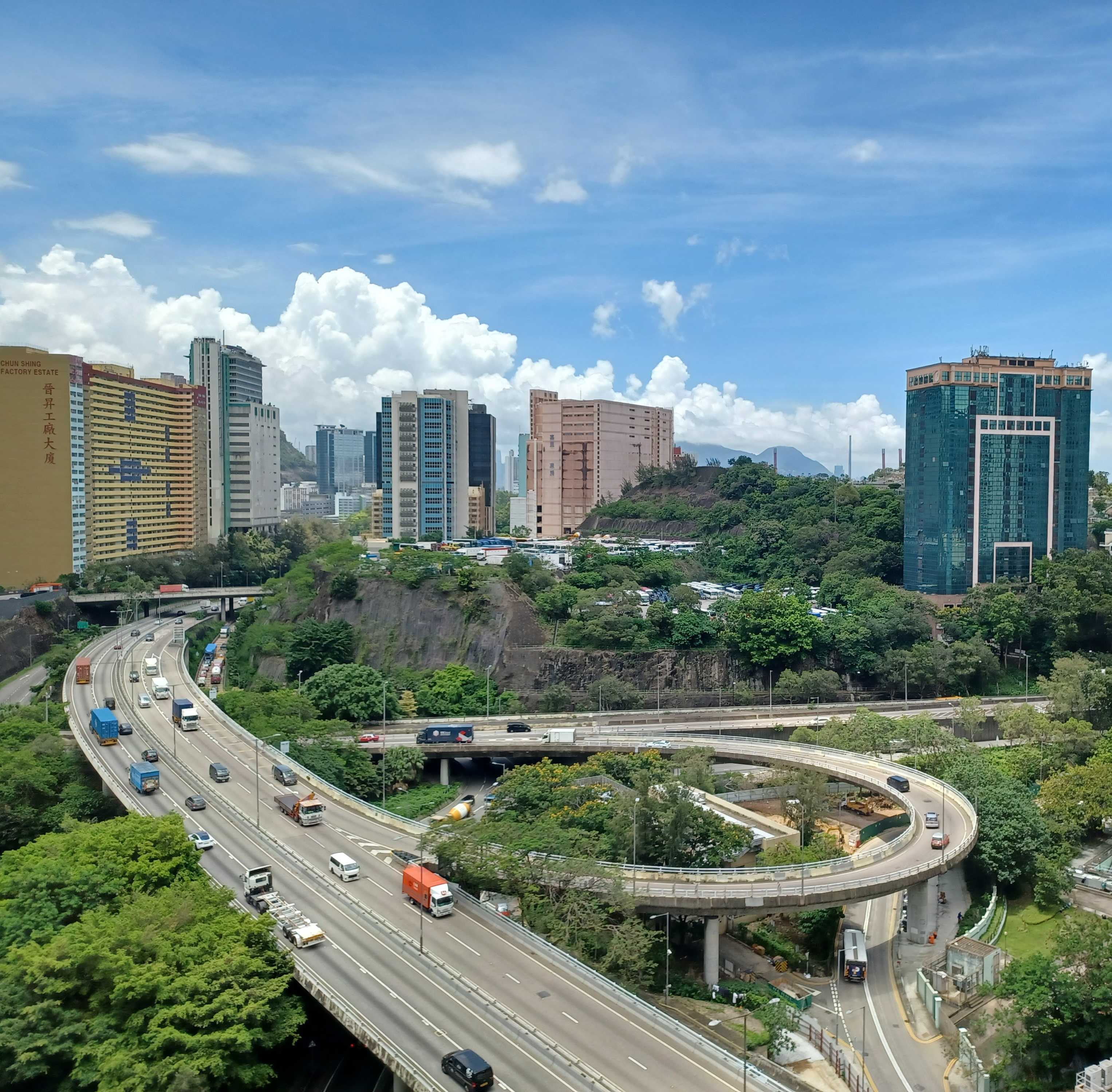
荃灣路近荃青交匯處

在荃灣路全綫通車後，進入屯門的車輛可經荃灣路至屯門公路，並只需要兩分鐘，而無需取道青山公路，經過荃灣市中心。荃灣路自建成以來已經是香港主幹道系統的組成部分，在第二代幹線編號系統中屬於“2號幹線”，現時則屬於5號幹線。荃灣路至今仍是香港重要道路網的一部分，承載新界西北與九龍及香港島之間途經荃灣地區的龐大長途交通流量，同時也是荃灣區的集散公路。根據香港法例第374E章《道路交通（車輛登記及領牌）規例》，荃灣路二期容許新界的士行駛。此外，荃灣路介乎葵涌道至大涌道一段是現時香港少數容許紅色小巴行駛的快速公路之一。

### 年平均每日交通流量
以下為2021年荃灣路各段的年平均每日交通流量數據。
| 路段                         | （車輛架次） | 估計數據 |
| ---------------------------- | ------------ | -------- |
| 自葵涌道至葵青交匯處         | 130,020      | 是       |
| 跨葵青交匯處天橋             | 86,520       | 否       |
| 自葵青交匯處至德士古道出口   | 112,700      |          |
| 跨荃青交匯處天橋             | 77,590       |          |
| 自德士古道出口至海興路迴旋處 | 82,010       |          |
| 跨海興路迴旋處天橋           | 32,810       | 是       |
| 自海興路迴旋處至屯門公路     | 48,960       | 否       |

### 擴建計劃

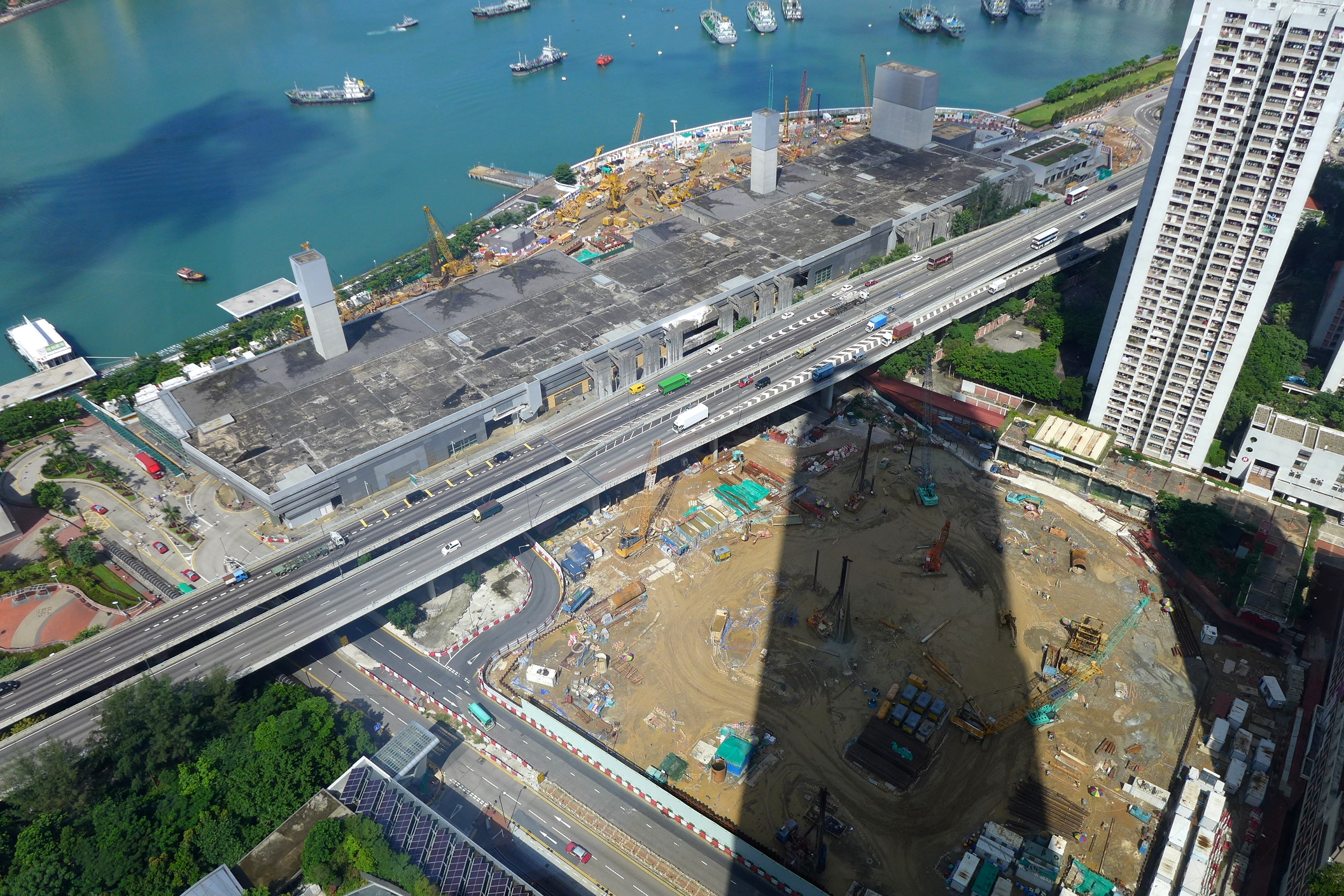
荃灣路近祈德尊新邨段

香港土木工程拓展署有名為「荃灣繞道、擴闊荃青交匯處與葵青交匯處一段荃灣路、以及相關路口改善工程」的擴建荃灣路的工程計劃。該工程將會在屯門公路與海角街之間興建與既有荃灣路平行的兩條單線高架道路、在海角街與荃青交匯處之間興建與既有荃灣路平行的兩條雙線高架道路、將荃青交匯處與葵青交匯處之間的既有荃灣路地面路段由3線雙程分隔道路擴闊為5線雙程分隔道路、提供連接路連接既有永順街及馬頭壩道至新建的高架道路，以及在既有青荃路北行綫分支出一條新的連接路直往荃灣路往九龍方向，而相關的高架道路被稱為“荃灣繞道”。相關工程牽涉荃灣路的其中2.8公里的路段，預算耗資47億元。
2013年，有消息指土木工程拓展署計劃徵用祈德尊新邨的土地建造多條15米高橋墩，並因土木工程拓展署事前並無諮詢居民，而引來祈德尊新邨的業主及租戶的反對。祈德尊新邨業主立案法團更就工程計劃發起簽名運動抗議，並在邨內貼上反對標語，及在2013年6月29日自祈德尊新邨遊行至附近的社區會堂。後來，土木工程拓展署在比較2012年及2006年行車流量統計數字後，發現荃灣路自海興路迴旋處至屯門公路的路段的行車流量在該6年間減少約25%，而自德士古道出口至海興路迴旋處及自葵青交匯處至德士古道出口的路段的行車流量在該6年間亦減少約15%至16%。土木工程拓展署因此預期荃灣路在2021年的交通流量將少於在2006年的交通流量，並決定推遲至2021年後方考慮荃灣路的擴建計劃。
2023年2月，路政署正式向荃灣區議會提出「荃灣路擴闊及相關路口改善工程」，建議擴闊大河道至永順街之間一段荃灣路（往九龍方向）至四線行車、永順街與永基路一段荃灣路至雙程三線分隔行車，和永基路與葵青交匯處之間一段荃灣路至五線雙程分隔行車；同時建造由荃灣路（往屯門方向）通往海興路的連接路，和在環宇海灣、柏傲灣和海之戀一段荃灣路加設隔音屏障。8月25日，政府正式刊憲擴闊工程。